# Miedźna
Miedźna è un comune rurale polacco del distretto di Pszczyna, nel voivodato della Slesia.
Ricopre una superficie di 49,91 km² e nel 2006 contava 15 434 abitanti.